# David Sayre
David Sayre (* 2. März 1924 in New York City; † 23. Februar 2012) war ein US-amerikanischer Kristallograph, Informatiker und Physiker.

## Leben und Werk
Sayre studierte an der Yale University mit dem Bachelor-Abschluss 1943. 1944/45 arbeitete er am Radiation Laboratory des MIT am Radar. Nach dem Krieg setzte er sein Studium an der Auburn University mit dem Master-Abschluss 1948 fort, wandte sich der Kristallographie zu und wurde 1951 bei Dorothy Hodgkin an der Universität Oxford promoviert.
1952 entwickelte er eine nach ihm benannte Gleichung, die eine der Grundlagen der direkten Methoden in der Kristallographie wurde – sie erlaubt es wahrscheinliche Werte für die Phase aus dem Röntgenbeugungsbild zu erhalten. Eine weitere Arbeit von 1952 gilt als eine der Grundlagen für die ab den 1980er Jahren entwickelten Techniken des Coherent Diffraction Imaging (CDI). In der Arbeit wandte er Erkenntnisse von Claude Shannon (Nyquist-Shannon-Abtasttheorem) auf das Phasenproblem in der Röntgenkristallographie an und zeigte, dass die Lösung des Problems durch höhere Auflösung des Beugungsbilds befördert wird (in höherer Auflösung als die üblichen Bragg-Reflexe).
Ein Programm, das Sayre im Rahmen der Strukturbestimmung durch Röntgenkristallographie an der University of Pennsylvania schrieb, fand die Aufmerksamkeit von John W. Backus, der ihn 1956 zu IBM holte, wo er einer der zehn Programmierer war, die am ursprünglichen Fortran-Code arbeiteten. Er war Assistant Manager der Fortran-Entwicklungsgruppe und später Corporate Director für Programmierung. In den 1960er Jahren leitete er die Programming Research Group und entwickelte das erste Betriebssystem mit virtueller Speicherverwaltung bei IBM. Im M44/M44X-Projekt von IBM wurden ab Mitte der 1960er Jahre Time-Sharing- und Virtual-Memory-Konzepte getestet. Sayre kam mit seinem Team zu der Schlussfolgerung, dass Virtual Memory den besten von Programmierern handgestrickten Overlay-Strukturen überlegen war. Diese Experimente beseitigten die noch verbliebenen Zweifel von Computer-Systemarchitekten und Softwareingenieuren am Virtuellen Speicherkonzept.
1971 schlug er die Verwendung der damals gerade für die Chipproduktion entwickelten Elektronenstrahllithographie für die Herstellung von Fresnel-Zonenplatten für Röntgenmikroskope vor. Seine Idee wurde in den 1980er Jahren realisiert. Einer seiner Doktoranden (Wenbing Yun) gründete zu diesem Zweck eine Firma Xradia. Nach einem Aufenthalt 1972/73 in Oxford bei Dorothy Hodgkin wandte sich Sayre wieder der Röntgenbeugung zu und der Entwicklung von Röntgenmikroskopen, zuerst im Labor und später nach seinem Ausscheiden bei IBM an der Synchrotronstrahlungsquelle National Synchrotron Light Source des Brookhaven National Laboratory. Sayre blieb bis 1990 bei IBM und war dann Adjunct Professor an der State University of New York at Stony Brook.
Schon 1980 erkannte er, dass mit den Röntgenstrahlen von Synchrotronstrahlungsquellen seine Ideen von 1952 zu Beugungsbildern mit höherer Auflösung zur Lösung des Phasenproblems realisiert werden konnten und er beteiligte sich danach an der Entwicklung des Coherent Diffraction Imaging (CDI) oder Diffraction Microscopy. Er arbeitete dabei mit seinen Studenten Henry Chapman und John Miao zusammen.
Seine Ehefrau Anne Sayre, die er in Oxford kennenlernte und 1947 heiratete, schrieb aufgrund der Bekanntschaft mit Rosalind Franklin in den 1950er Jahren das Buch Rosalind Franklin and DNA. Ein Motiv war dabei, die Sichtweise von James D. Watson in seinem Buch Double Helix zu korrigieren, das Rosalind Franklins Rolle systematisch herunterspielte.
1983 war er Präsident der American Crystallographic Association, deren Fankuchen Award er 1989 erhielt. Für seine Beiträge zur Kristallographie erhielt er 2008 den Ewald Prize der International Union of Crystallography.